# Język murkim
Język murkim – język papuaski używany w prowincji Papua w Indonezji, przez społeczność etniczną Murkim. Według danych z 2004 roku posługuje się nim 290 osób.
Publikacja Peta Bahasa podaje, że jego użytkownicy zamieszkują wieś Kopuni (Mot) w dystrykcie Batom (kabupaten Pegunungan Bintang). Z danych Ethnologue (wyd. 22) wynika, że pozostaje w powszechnym użyciu.
Nie został dobrze udokumentowany. Sporządzono listę jego słownictwa.
Jego klasyfikacja pozostawała przez dłuższy czas nierozstrzygnięta. Wcześniej uważano, że może chodzić o izolat. Theresia Wambaliau (2006) wskazała na pewne podobieństwa leksykalne między murkim a językami kimki i yetfa, ale ich obecność tłumaczyła wzajemnymi wpływami (konsekwencja wielojęzyczności w regionie).
W drodze dalszych ustaleń stwierdzono, że języki murkim i lepki są ze sobą spokrewnione. William A. Foley (2018) włączył oba języki w ramy niewielkiej rodziny lepki. Na podstawie dostępnych danych nie dają się ulokować w ramach języków transnowogwinejskich. Publikacja Glottolog (4.6) grupuje je z językiem kembra, wyróżniając rodzinę lepki-murkim-kembra. Timothy Usher umieszcza te trzy języki w ramach grupy południowej języków pauwasi, wraz z kimki. Autorzy publikacji Ethnologue (wyd. 22) powstrzymują się od prób klasyfikacji.